# Zachaeus hyrcanus
Zachaeus hyrcanus is een hooiwagen uit de familie echte hooiwagens (Phalangiidae).